# Le Mouret
Le Mouret là một đô thị trong huyện Sarine thuộc bang Fribourg ở Thụy Sĩ. Đô thị này được lập ngày 1 tháng 1 năm 2003 từ việc hợp nhất các đô thị cũ Bonnefontaine, Essert, Montévraz, Oberried, Praroman, và Zénauva.